# Rhizogonium
Rhizogonium là một chi rêu trong họ Rhizogoniaceae.